# Pulau Pulau Ambai
Pulau Pulau Ambai är öar i Indonesien.   De ligger i provinsen Papua, i den östra delen av landet, 3 300 km öster om huvudstaden Jakarta.